# Rallye de l'Acropole 1981
Le Rallye de l'Acropole 1981 (28e Rallye Acropolis), disputé du 1er au 4 juin 1981, est la quatre-vingt-treizième manche du championnat du monde des rallyes (WRC) courue depuis 1973, et la sixième manche du championnat du monde des rallyes 1981.

## Contexte avant la course

### Le championnat du monde

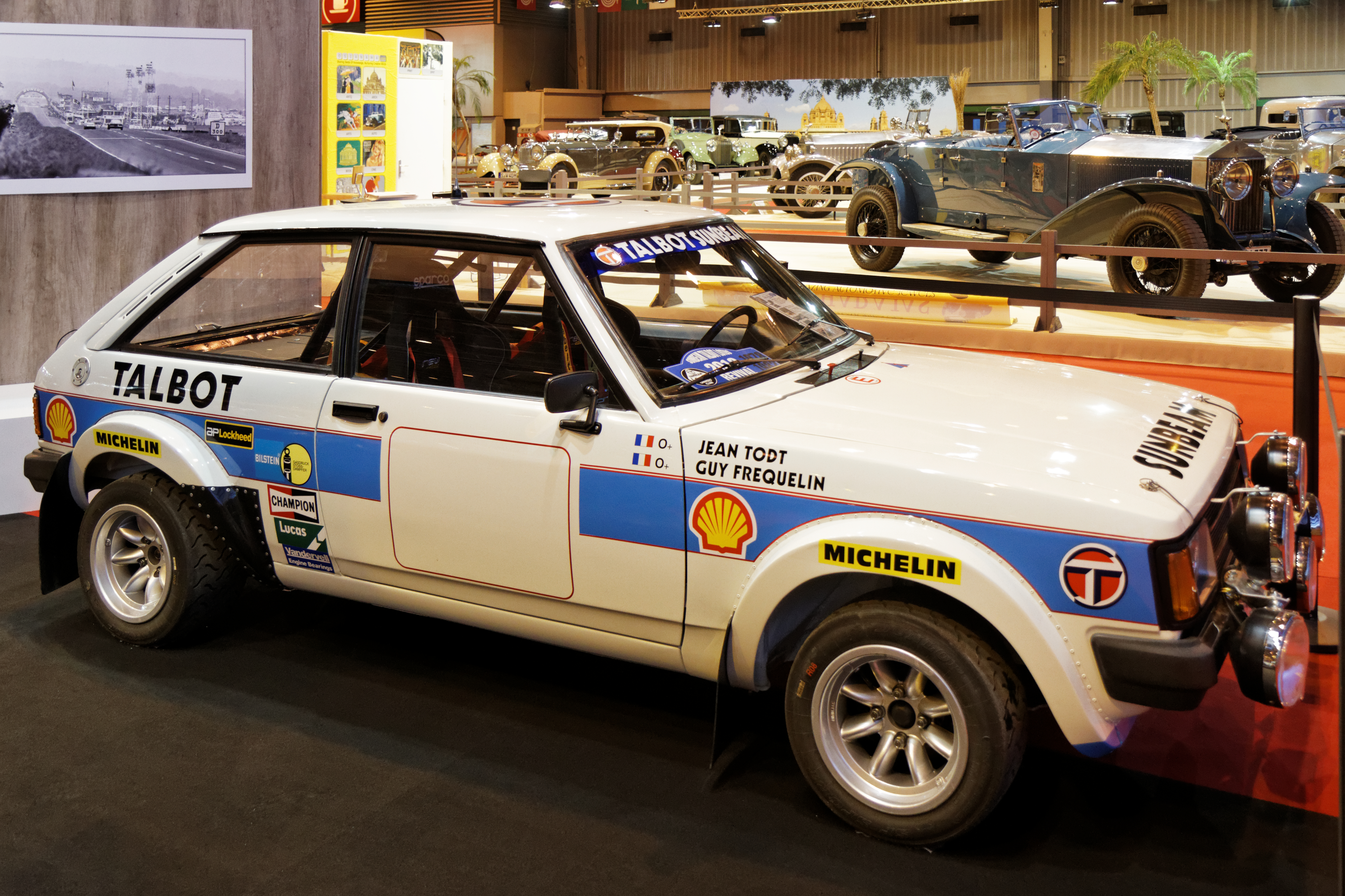
Dominatrice en groupe 2, la Sunbeam Lotus permet à Talbot de figurer en tête du championnat du monde.

Ayant succédé en 1973 au championnat international des marques (en vigueur de 1970 à 1972), le championnat du monde des rallyes se dispute sur une douzaine de manches, dont les plus célèbres épreuves routières internationales, telles le Rallye Monte-Carlo, le Safari ou le RAC Rally. Parallèlement au championnat des constructeurs, la Commission Sportive Internationale (CSI) a depuis 1979 créé un véritable championnat des pilotes qui fait suite à la controversée Coupe des conducteurs instaurée en 1977, dont le calendrier incluait des épreuves de second plan. Pour la saison 1981, la CSI a une nouvelle fois exclu la manche suédoise du championnat constructeurs, cette épreuve comptant uniquement pour le classement des pilotes, tout comme le Rallye du Brésil promu cette année au rang mondial. Huit des douze manches du calendrier se disputent en Europe, deux en Afrique et deux en Amérique du Sud. Elles sont réservées aux voitures des catégories suivantes :
- Groupe 1 : voitures de tourisme de série
- Groupe 2 : voitures de tourisme spéciales
- Groupe 3 : voitures de grand tourisme de série
- Groupe 4 : voitures de grand tourisme spéciales

À l'approche de la mi-saison, le championnat du monde des rallyes reste très ouvert, les quatre premières manches ayant été remportées par quatre constructeurs différents (Renault à Monte-Carlo, Fiat (tenant du titre) au Portugal, Datsun au Safari et Lancia en Corse. C'est pourtant un cinquième, Talbot, qui occupe la tête du classement provisoire, grâce à la version groupe 2 de sa Sunbeam Lotus qui s'avère très fiable et imbattable dans sa catégorie, rapportant régulièrement de gros points à la marque. Côté pilotes, cinq manches ont été jusqu'alors disputées, avec cinq vainqueurs différents, Hannu Mikkola ayant créé l'évènement en Suède en imposant la nouvelle Audi Quattro, première voiture de grand tourisme à transmission intégrale, démontrant la supériorité de cette technologie sur les terrains glissants, malgré un poids plus élevé. Seuls des impondérables ont d'ailleurs empêché Audi de remporter d'autres victoires. Très régulier, Guy Fréquelin est en tête du classement provisoire des conducteurs, le pilote Talbot s'étant notamment classé second à Monte-Carlo et en Corse. Avant la manche grecque, il compte dix points d'avance sur Darniche et douze sur Markku Alén, qui a une nouvelle fois amené sa Fiat 131 Abarth à la victoire au Portugal et fait partie des principaux candidats au titre. Champion du monde 1980, Walter Röhrl est privé de volant cette saison, ayant signé un contrat avec Mercedes-Benz quelques semaines avant que le constructeur de Stuttgart n'annonce brutalement son retrait de la compétition !

### L'épreuve

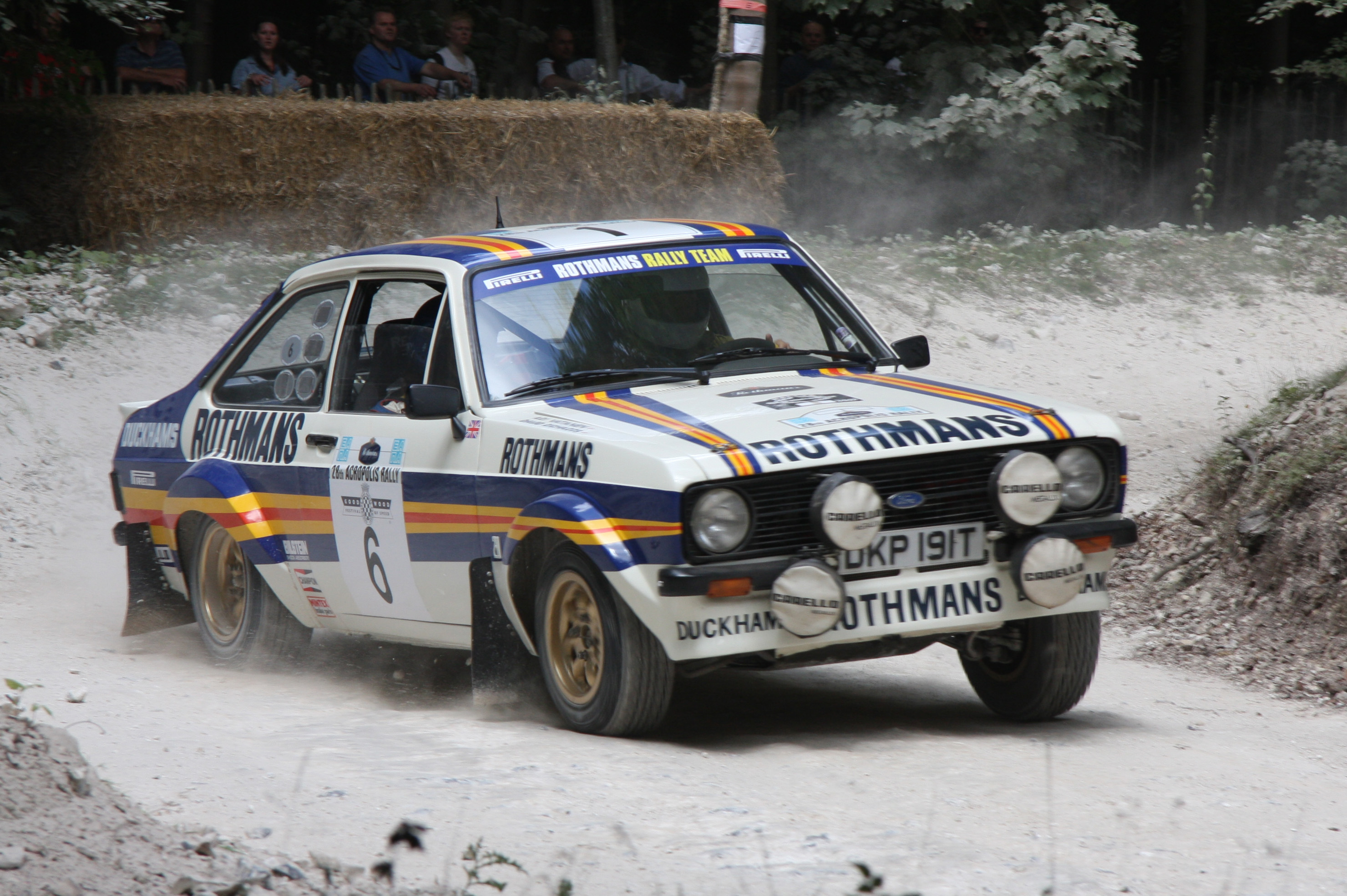
Une Ford Escort RS1800 groupe 4 aux couleurs Rothmans, semblable à celle qu'Ari Vatanen a menée à la victoire au Rallye de l'Acropole 1980.

Créé en 1953 alors que le réseau routier grec n'était constitué que de pistes rocailleuses, le Rallye de l'Acropole a en quelques années acquis un statut international et la réputation de rallye européen le plus difficile. Les voitures y sont soumises à des exigences très élevées, pneumatiques et suspensions étant notamment extrêmement sollicités. Très exigeant sur le plan du pilotage, le parcours exige des équipages une endurance à toute épreuve. Le taux d'abandons y est très élevé, touchant chaque année au moins trois quarts des équipages. Robuste et performante, les Ford Escort s'y sont imposées à trois reprises lors des quatre précédentes éditions, aux mains de Björn Waldegård (en 1977 et 1979) et d'Ari Vatanen, dernier vainqueur en date.

## Le parcours
- départ : 1er juin 1981 d'Athènes
- arrivée : 4 juin 1981 à Athènes

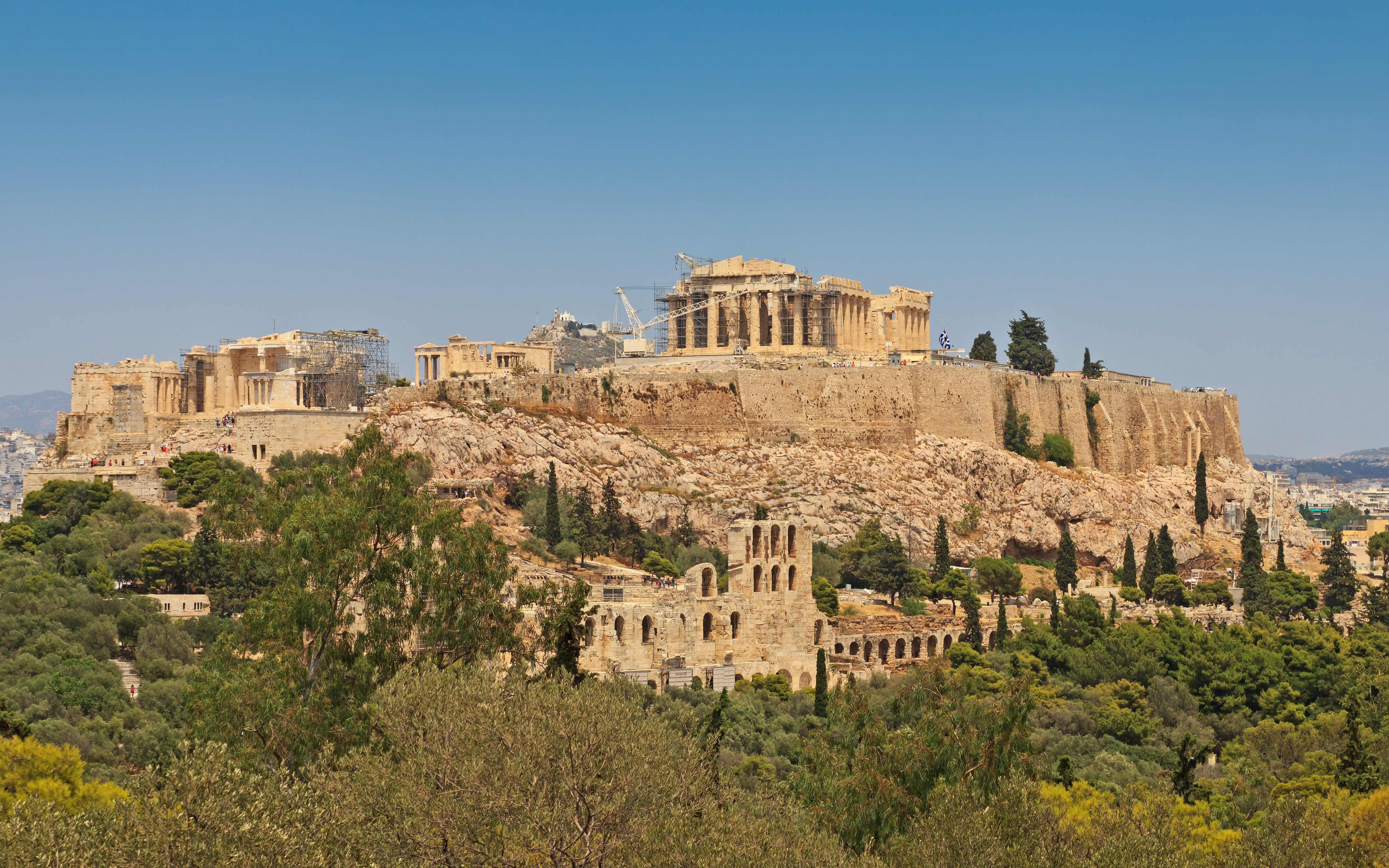
Le départ du rallye est traditionnellement donné au pied de l'Acropole.

- distance : 2496 km, dont 958,6 km sur 55 épreuves spéciales (57 épreuves initialement prévues, pour un total de 999,5 km chronométrés)
- surface : asphalte (44,6 km chronométrés) et terre (914 km chronométrés)
- Parcours divisé en quatre sections, sur deux étapes[3]

### Première étape
- Athènes - Kalambaka - Lagonissi, du 1er au 2 juin
- 1545 km dont 582,8 sur 33 épreuves spéciales (34 épreuves initialement prévues, pour un total de 615,8 km chronométrés)

#### Première section
- Athènes - Kalambaka, le 1er juin
- 787 km dont 304,8 sur 17 épreuves spéciales (18 épreuves initialement prévues, pour un total de 337,8 km chronométrés)

#### Deuxième section
- Kalambaka - Lagonissi, du 1er au 2 juin
- 758 km dont 278 sur 16 épreuves spéciales

### Deuxième étape
- Lagonissi - Gýthio - Athènes, du 3 au 4 juin
- 951 km dont 375,8 sur 22 épreuves spéciales (23 épreuves initialement prévues, pour un total de 383,7 km chronométrés)

#### Troisième section
- Lagonissi - Gýthio, du 3 au 4 juin
- 536 km dont 182,2 km sur 13 épreuves spéciales (14 épreuves initialement prévues, pour un total de 190,1 km chronométrés)

#### Quatrième section
- Gýthio - Athènes, le 4 juin
- 415 km dont 193,6 km sur 9 épreuves spéciales

## Les forces en présence
- Fiat

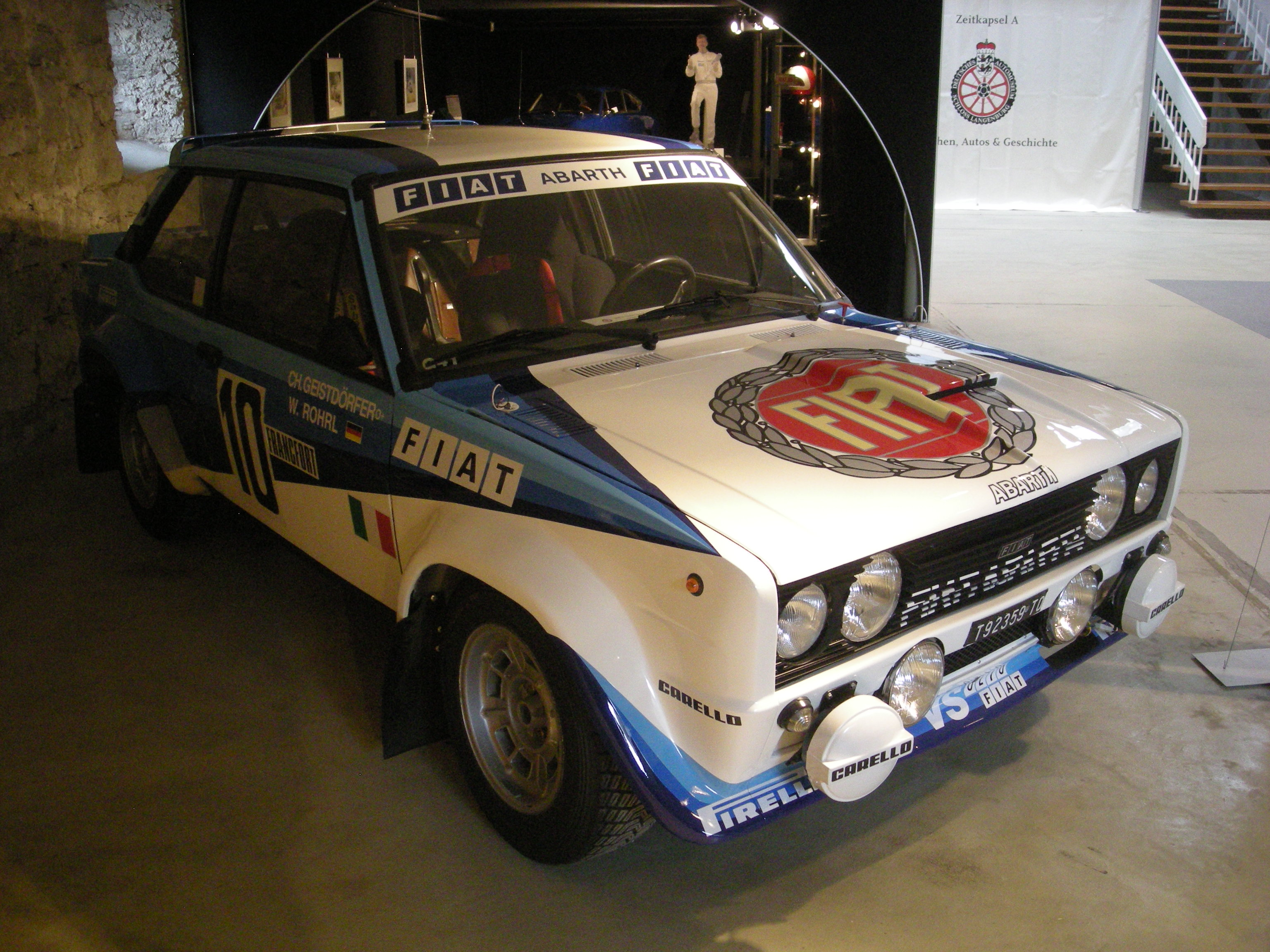
Alén et Bettega prendront le départ sur des Fiat 131 Abarth neuves.

Le constructeur a préparé deux 131 Abarth groupe 4 toutes neuves pour Markku Alén et Attilio Bettega. Renforcées pour les épreuves sur terre, elles pèsent un peu plus d'une tonne. Leur moteur deux litres seize soupapes à injection Kugelfischer développe plus de 230 chevaux à 7500 tr/min. Elles sont chaussées de pneus Pirelli.
- Datsun

La marque nippone est représentée par son importateur local, engageant deux Violet GT groupe 4 (1030 kg, moteur deux litres à seize soupapes, 225 chevaux) pour Timo Salonen et le pilote grec Iórgis Moschous, ainsi qu'une 160J groupe 2 (1000 kg, même base moteur mais avec culasse à huit soupapes, 200 chevaux) confiée à Shekhar Mehta. Elles sont équipées de pneus Dunlop de fabrication japonaise.
- Ford

Comme au Portugal, l'équipe Rothmans a engagé deux Escort RS1800 groupe 4 pour Ari Vatanen et Malcolm Wilson, des voitures préparées chez David Sutton, dotées d'un moteur deux litres alimenté par carburateurs développant 265 chevaux à 8500 tr/min. En configuration terre, elles pèsent 1040 kg et utilisent des pneus Pirelli. Quelques pilotes locaux utilisent des modèles semblables ; on note également la présence de Pavlos Moschoutis sur une Escort RS2000 groupe 2.
- Talbot

La marque franco-britannique aligne deux Sunbeam Lotus groupe 2 pour ses pilotes habituels, Guy Fréquelin et Henri Toivonen. Pesant environ une tonne, ces voitures sont de loin les plus puissantes de leur catégorie, leur moteur quatre cylindres seize soupapes de 2200 cm3 alimenté par deux carburateurs double-corps développant environ 250 chevaux. Elles sont équipées de pneus Michelin.
- Audi

Audi Sport engage trois coupés Quattro groupe 4, Hannu Mikkola et Michèle Mouton étant épaulés par le pilote essayeur de la marque, Franz Wittmann, qui a effectué six mille kilomètres de reconnaissance en Grèce les semaines précédant la course. Les trois voitures, en configuration terre, pèsent environ 1100 kg. Leur moteur cinq cylindres de 2144 cm3 à injection directe est suralimenté par un turbo-compresseur KKK. Pour la Grèce, c'est la version la moins puissante (300 chevaux), plus souple et mieux adaptée aux épreuves spéciales grecques, qui a été retenue. La marque allemande utilise des pneus Kleber.
- Mitsubishi

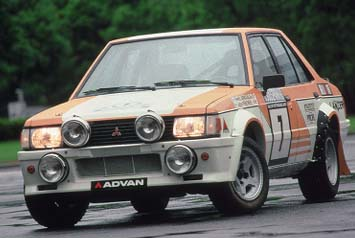
Première sortie pour la Mitsubishi Lancer Turbo groupe 4.

Le constructeur japonais effectue son retour en rallye avec sa nouvelle Lancer Turbo groupe 4. Cette berline de 1040 kg possède une transmission classique. Son moteur quatre cylindres seize soupapes de deux litres de cylindrée, à injection électronique Bosch, est suralimenté par un turbocompresseur développé en interne. Sa puissance maximale est de 280 chevaux à 7000 tr/min. Trois voitures ont été engagées pour Anders Kulläng, Andrew Cowan et Georg Fischer. La monte pneumatique est assurée par Advan, sous-marque de Yokohama.
- Opel

La société monégasque Publimmo a été amenée à cesser son implication en rallye, mais l'Opel Ascona 400 groupe 4 de l'Euro Händler Team en porte toujours les couleurs. Cette voiture est aux mains de Jochi Kleint. Pesant environ 1100 kg, elle est dotée d'un moteur quatre cylindres de 2420 cm3 de cylindrée développé chez Cosworth, d'une puissance de l'ordre de 240 chevaux. Engagé à titre privé, le vétéran Johnny Pesmazóglou dispose d'un modèle semblable, loué au préparateur allemand Mattig. Les Opel utilisent des pneus Michelin.
- Toyota

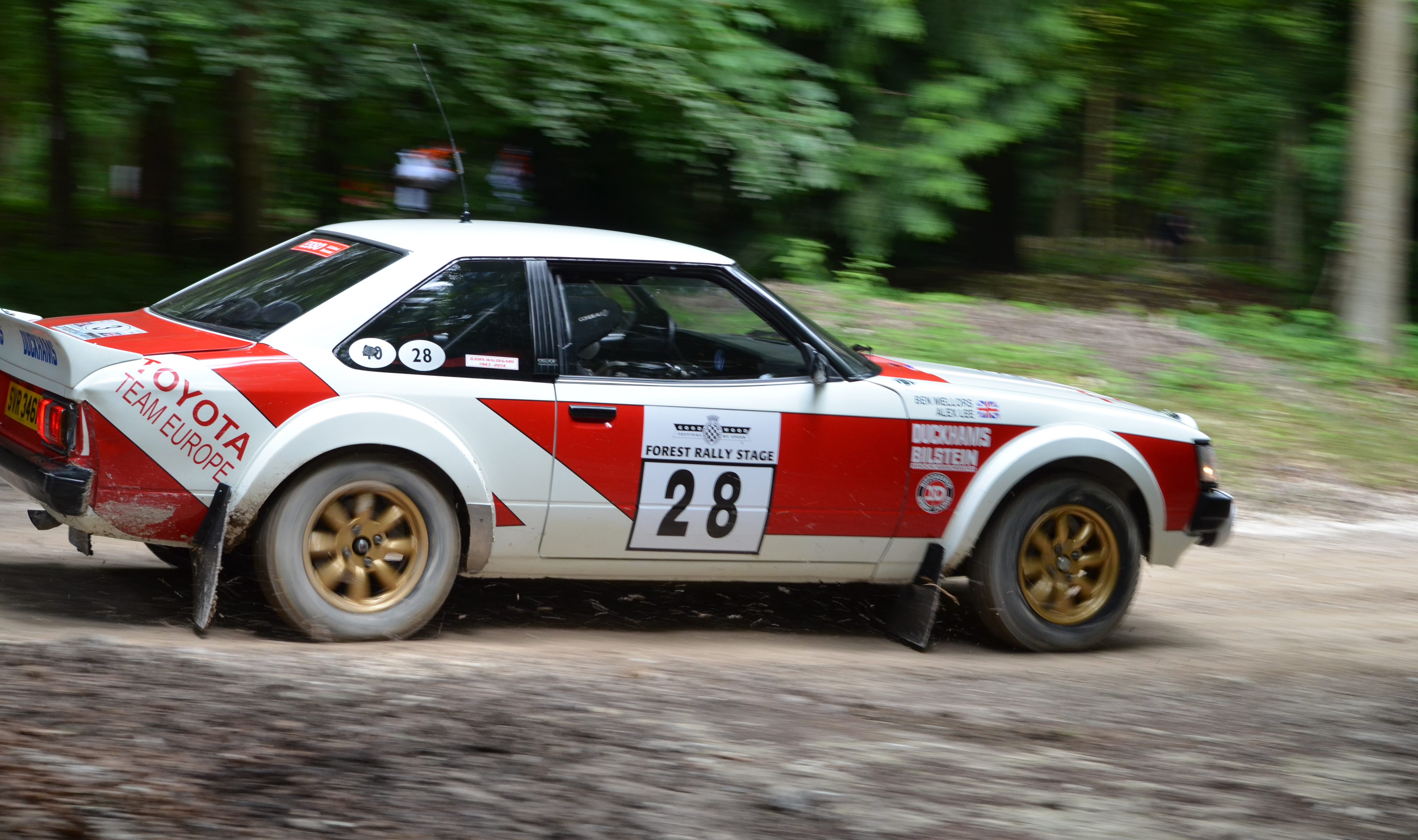
Un coupé Toyota Celica Groupe 4 lors d'une course historique.

Le Toyota Team Europe engage deux coupés Celica 2000 GT groupe 4 pour Celica 2000 GT groupe 4 pour Björn Waldegård et Per Eklund, mais assure également l'assistance pour le pilote local « Iaveris », qui dispose d'un modèle identique. Pesant 1050 kg en version 'terre', les Celica disposent d'un moteur quatre cylindres deux litres à seize soupapes, alimenté par deux carburateurs Weber double-corps, développant plus de 230 chevaux. Elles sont équipées de pneus Pirelli.
- Škoda

L'équipe nationale tchécoslovaque engage deux coupés 130 RS groupe 2 (800 kg, moteur arrière, 1300 cm3, 120 chevaux à 7800 tr/min), confiés à Svatopluk Kvaizar et Václav Blahna. Les Škoda utilisent des pneus Barum.

## Déroulement de la course

### Première étape

#### Première section: Athènes - Kalambaka

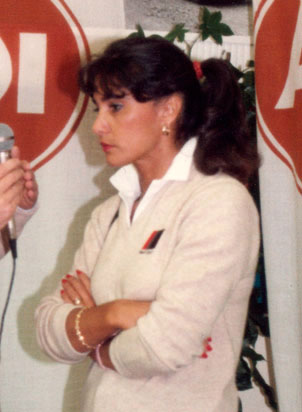
Michèle Mouton s'est montrée la plus rapide dans le premier secteur chronométré, réputé difficile.

Les 133 concurrents s'élancent d'Athènes le lundi matin, en direction du nord du pays. Les Audi Quattro affichent immédiatement leur supériorité sur les pistes de terre, Michèle Mouton occupant tout d'abord le commandement de la course, réalisant le meilleur temps dans la longue spéciale du Mont Párnis avant d'être relayée à la première place par son coéquipier Hannu Mikkola. Leur coéquipier Franz Wittmann a cependant perdu une bonne partie de ses chances dès le premier secteur, la casse du cric lors du remplacement d'une roue lui ayant fait perdre neuf minutes. Derrière les deux Audi de tête, c'est Ari Vatanen qui se montre régulièrement le plus performant au volant de sa Ford Escort, devant les Fiat d'Attilio Bettega et Markku Alén. Les pilotes des Quattro vont se partager les meilleurs temps sur les quatorze premiers tronçons chronométrés, et ce n'est qu'en fin d'après-midi que leurs adversaires parviendront occasionnellement à se montrer plus rapides. Les Datsun connaissent des problèmes d'usure de pneus et de multiples crevaisons ont retardé Timo Salonen et Shekhar Mehta, ainsi que leur coéquipier Moschous pénalisé également par de petits problèmes de suspension. Également touchées par les crevaisons, les deux Talbot ont en outre eu quelques défaillances mécaniques en fin de journée, Guy Fréquelin ayant dû faire remplacer sa boîte de vitesses et Henri Toivonen sa crémaillère de direction. Les trois Toyota officielles ont abandonné, Björn Waldegård ayant cassé son différentiel alors qu'il occupait la quatrième place, Per Eklund sur casse moteur et « Iaveris » sur panne électrique ; même sort pour les deux Mitsubishi d'Anders Kulläng (arrivée d'essence) et Andrew Cowan (alternateur), ainsi que pour l'Opel de Jochi Kleint (joint de culasse claqué). Lorsqu'il rallie le parc fermé de Kalambaka, Mikkola s'est construit une avance de quatre minutes sur Michèle Mouton. Troisième, Vatanen est à plus de six minutes, les Fiat de Bettega et Alén à plus de sept. Respectivement sixième et septième, Toivonen et Salonen accusent un retard de plus d'un quart d'heure.
| Pos. | Pilote          | Copilote            | Voiture              | Groupe | Écart         |
| ---- | --------------- | ------------------- | -------------------- | ------ | ------------- |
| 1    | Hannu Mikkola   | Arne Hertz          | Audi Quattro         | 4      |               |
| 2    | Michèle Mouton  | Fabrizia Pons       | Audi Quattro         | 4      | + 4 min 04 s  |
| 3    | Ari Vatanen     | David Richards      | Ford Escort RS1800   | 4      | + 6 min 22 s  |
| 4    | Attilio Bettega | Maurizio Perissinot | Fiat 131 Abarth      | 4      | + 7 min 07 s  |
| 5    | Markku Alén     | Ilkka Kivimäki      | Fiat 131 Abarth      | 4      | + 7 min 47 s  |
| 6    | Henri Toivonen  | Fred Gallagher      | Talbot Sunbeam Lotus | 2      | + 17 min 32 s |
| 7    | Timo Salonen    | Seppo Harjanne      | Datsun Violet GT     | 4      | + 18 min 22 s |

Ces écarts sont cependant susceptibles d'être réduits, les organisateurs envisageant d'annuler les résultats de l'épreuve matinale de Neos Prodromos (quatrième épreuve chronométrée), l'emplacement du contrôle d'arrivée étant mal placé. Mikkola y avait réalisé une superbe performance, reléguant sa coéquipière à près d'une minute et ses autres adversaires à environ deux minutes ; en cas d'annulation, l'avance de Mikkola sur Mouton et Vatanen serait ramenée à respectivement trois et quatre minutes.
| Pos. | Pilote            | Copilote                | Voiture              | Groupe | Temps           | Écart         |
| ---- | ----------------- | ----------------------- | -------------------- | ------ | --------------- | ------------- |
| 1    | Hannu Mikkola     | Arne Hertz              | Audi Quattro         | 4      | 3 h 53 min 57 s |               |
| 2    | Michèle Mouton    | Fabrizia Pons           | Audi Quattro         | 4      | 3 h 57 min 07 s | + 3 min 10 s  |
| 3    | Ari Vatanen       | David Richards          | Ford Escort RS1800   | 4      | 3 h 57 min 57 s | + 4 min 00 s  |
| 4    | Attilio Bettega   | Maurizio Perissinot     | Fiat 131 Abarth      | 4      | 3 h 58 min 48 s | + 4 min 51 s  |
| 5    | Markku Alén       | Ilkka Kivimäki          | Fiat 131 Abarth      | 4      | 4 h 00 min 04 s | + 6 min 07 s  |
| 6    | Henri Toivonen    | Fred Gallagher          | Talbot Sunbeam Lotus | 2      | 4 h 05 min 37 s | + 11 min 40 s |
| 7    | Timo Salonen      | Seppo Harjanne          | Datsun Violet GT     | 4      | 4 h 07 min 41 s | + 13 min 44 s |
| 8    | Iórgis Moschous   | Alexandros Konstantakos | Datsun Violet GT     | 4      | 4 h 10 min 05 s | + 16 min 08 s |
| 9    | Guy Fréquelin     | Jean Todt               | Talbot Sunbeam Lotus | 2      | 4 h 12 min 44 s | + 18 min 47 s |
| 10   | Shekhar Mehta     | Yvonne Mehta            | Datsun 160J PA10     | 2      | 4 h 13 min 50 s | + 26 min 53 s |
| 11   | Franz Wittmann    | Kurt Nestinger          | Audi Quattro         | 4      | 4 h 20 min 40 s | + 26 min 43 s |
| 12   | « Carlo »         | Michael Kriadis         | Renault 5 Alpine     | 2      | 4 h 40 min 01 s | + 46 min 04 s |
| 13   | Svatopluk Kvaizar | Jiří Kotek              | Škoda 130 RS         | 2      | 4 h 40 min 34 s | + 46 min 36 s |
| 14   | Václav Blahna     | Pavel Schovánek         | Škoda 130 RS         | 2      | 4 h 43 min 34 s | + 49 min 36 s |
| 15   | « Melas »         | Kóstas Stefanis         | Ford Escort RS1800   | 4      | 4 h 44 min 11 s | + 50 min 14 s |

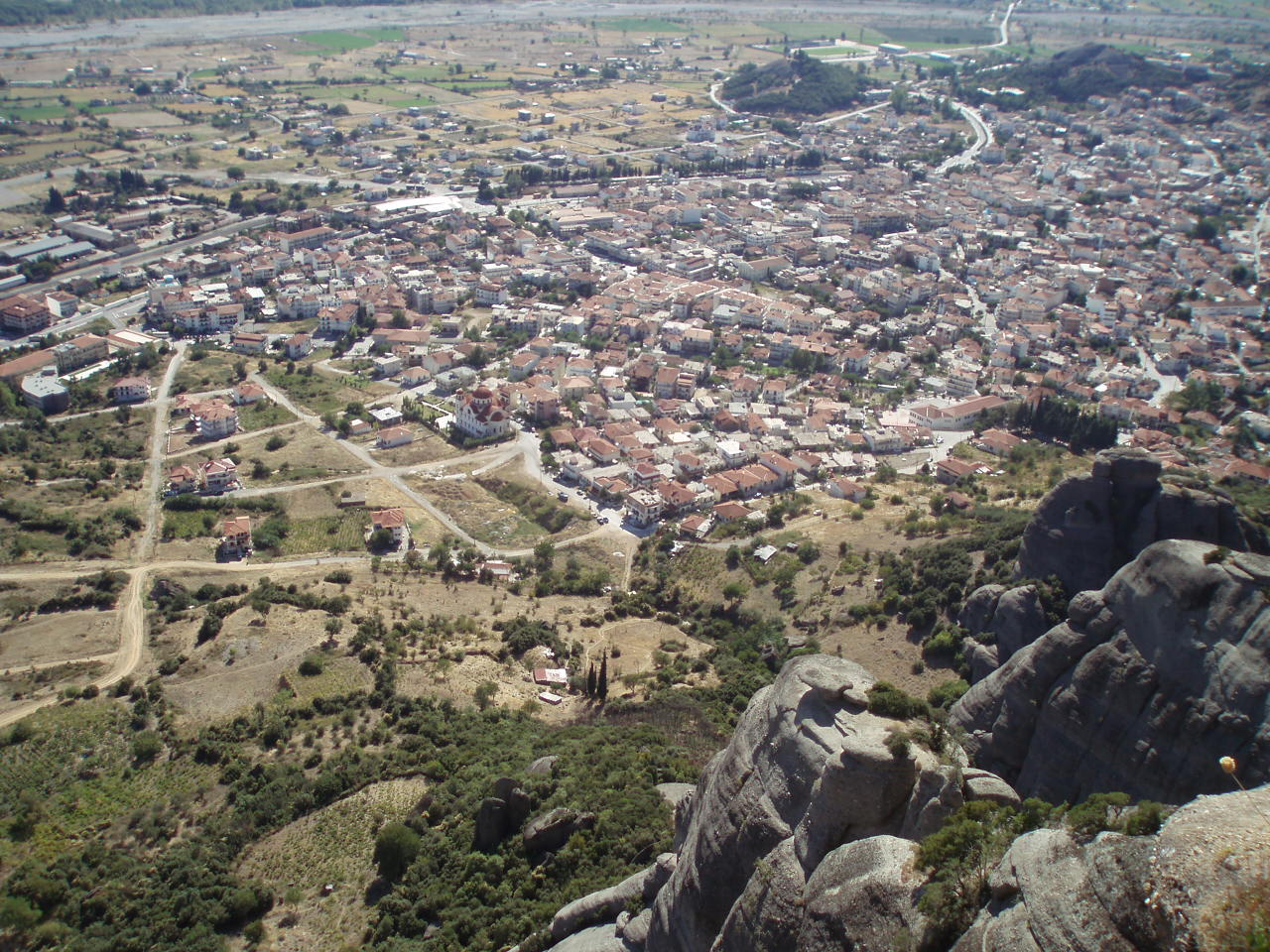
Kalambaka, en Thessalie.

- L'annulation de la quatrième épreuve spéciale sera entérinée le mardi 2 juin, aussitôt après la fin de la première étape[6], officialisant le classement provisoire ci-dessus.

#### Deuxième section: Kalambaka - Lagonissi
Les soixante-huit équipages restant en course repartent de Kalambaka le mardi matin. Les Audi se montrent de nouveau les plus rapides, mais leur progression va toutefois être émaillée de nombreux incidents, qui vont affecter les trois équipages de la marque. La remontée de Wittmann, seulement onzième au classement général après ses ennuis de la veille, est un moment entravée par un mauvais fonctionnement de son moteur, qui lui fait perdre environ trois minutes dans le secteur de Vitoli. C'est ensuite au tour de Michèle Mouton de connaître des problèmes mécaniques : le différentiel arrière de sa Quattro casse dans le tronçon chronométré de Tsouka, la Française y concédant une minute avant de perdre douze minutes au point d'assistance pour faire remplacer la pièce, ce qui lui coûte six minutes de pénalisation routière, et trois places au classement général, Vatanen occupant désormais la seconde position devant Bettega et Alén. Au même moment, alors que les mécaniciens de Mikkola effectuent le plein sur sa voiture, du carburant se répand sur l'échappement alors que le directeur sportif Walter Treser, couché sous la voiture, en examine le soubassement ! L'arrière de la Quattro s'enflamme instantanément mais heureusement le copilote de Mikkola, Arne Hertz, bondit au volant et avance la voiture, dégageant Treser qui est tout de même brûlé au second degré au visage et au bras,. L'incendie est rapidement maîtrisé, ne causant pas de dégât important sur la voiture qui peut repartir presque aussitôt, n'ayant rien concédé de son avance sur Vatanen. Alors qu'elle tente de remonter au classement, Michèle Mouton connaît un nouveau problème de transmission, un demi-arbre cassé lui coûtant trois minutes de pénalisation supplémentaires et ses chances de revenir sur Alén. Mikkola va également subir la casse de son différentiel arrière, et le pilote finlandais va devoir disputer la fin d'étape avec seulement les roues avant motrices, la transmission ne pouvant être réparée qu'au dernier point d'assistance, juste avant de rejoindre le parc fermé de Lagonissi. Il reste néanmoins en tête, mais son avance sur l'Escort de Vatanen n'est plus que de cinq minutes, dans l'hypothèse où le résultat de l'épreuve de Neos Prodromos, disputée la veille, serait maintenu. Derrière, Alén a dépossédé son coéquipier Bettega de la quatrième place, les deux Fiat comptant près de dix minutes d'avance sur Michèle Mouton, une nouvelle fois ralentie, cette fois par des crevaisons, en fin de parcours. Toivonen ayant dû abandonner, une roue mal revissée après une crevaison ayant entraîné le bris des goujons de fixation. C'est désormais Salonen qui occupe la sixième place devant ses coéquipiers Moschous et Shekhar Mehta (premier du groupe 2), alors que Fréquelin, retardé par une petite panne électrique et des problèmes de silentblocs n'apparaît qu'en neuvième position, avec plus d'une demi-heure de retard sur l'Audi de tête. Il ne reste plus que vingt-neuf voitures en course.
| Pos. | Pilote          | Copilote                | Voiture              | Groupe | Écart         |
| ---- | --------------- | ----------------------- | -------------------- | ------ | ------------- |
| 1    | Hannu Mikkola   | Arne Hertz              | Audi Quattro         | 4      |               |
| 2    | Ari Vatanen     | David Richards          | Ford Escort RS1800   | 4      | + 5 min 13 s  |
| 3    | Markku Alén     | Ilkka Kivimäki          | Fiat 131 Abarth      | 4      | + 7 min 34 s  |
| 4    | Attilio Bettega | Maurizio Perissinot     | Fiat 131 Abarth      | 4      | + 8 min 13 s  |
| 5    | Michèle Mouton  | Fabrizia Pons           | Audi Quattro         | 4      | + 17 min 18 s |
| 6    | Timo Salonen    | Seppo Harjanne          | Datsun Violet GT     | 4      | + 32 min 48 s |
| 7    | Iórgis Moschous | Alexandros Konstantakos | Datsun Violet GT     | 4      |               |
| 8    | Shekhar Mehta   | Yvonne Mehta            | Datsun 160J PA10     | 2      |               |
| 9    | Guy Fréquelin   | Jean Todt               | Talbot Sunbeam Lotus | 2      |               |
| 10   | Franz Wittmann  | Kurt Nestinger          | Audi Quattro         | 4      |               |

Dans la soirée, les organisateurs officialisent l'annulation des résultats de la quatrième épreuve spéciale, provoquant la colère de Mikkola dont l'avance sur son principal rival passe à moins de trois minutes, l'ordre des dix premiers restant cependant inchangé.
| Pos. | Pilote             | Copilote                | Voiture              | Groupe | Temps           | Écart             |
| ---- | ------------------ | ----------------------- | -------------------- | ------ | --------------- | ----------------- |
| 1    | Hannu Mikkola      | Arne Hertz              | Audi Quattro         | 4      | 7 h 43 min 47 s |                   |
| 2    | Ari Vatanen        | David Richards          | Ford Escort RS1800   | 4      | 7 h 46 min 38 s | + 2 min 51 s      |
| 3    | Markku Alén        | Ilkka Kivimäki          | Fiat 131 Abarth      | 4      | 7 h 49 min 41 s | + 5 min 54 s      |
| 4    | Attilio Bettega    | Maurizio Perissinot     | Fiat 131 Abarth      | 4      | 7 h 49 min 44 s | + 5 min 57 s      |
| 5    | Michèle Mouton     | Fabrizia Pons           | Audi Quattro         | 4      | 8 h 00 min 11 s | + 16 min 24 s     |
| 6    | Timo Salonen       | Seppo Harjanne          | Datsun Violet GT     | 4      | 8 h 11 min 47 s | + 28 min 00 s     |
| 7    | Iórgis Moschous    | Alexandros Konstantakos | Datsun Violet GT     | 4      | 8 h 12 min 32 s | + 28 min 45 s     |
| 8    | Shekhar Mehta      | Yvonne Mehta            | Datsun 160J PA10     | 2      | 8 h 17 min 34 s | + 33 min 47 s     |
| 9    | Guy Fréquelin      | Jean Todt               | Talbot Sunbeam Lotus | 2      | 8 h 17 min 55 s | + 34 min 08 s     |
| 10   | Franz Wittmann     | Kurt Nestinger          | Audi Quattro         | 4      | 8 h 20 min 17 s | + 36 min 30 s     |
| 11   | « Carlo »          | Michael Kriadis         | Renault 5 Alpine     | 2      | 9 h 06 min 01 s | + 1 h 22 min 14 s |
| 12   | Václav Blahna      | Pavel Schovánek         | Škoda 130 RS         | 2      | 9 h 21 min 40 s | + 1 h 37 min 53 s |
| 13   | Pavlos Moschoutis  | « Silef »               | Ford Escort RS2000   | 2      | 9 h 42 min 20 s | + 1 h 58 min 33 s |
| 14   | Johnny Pesmazóglou | Haris Kaltsounis        | Opel Ascona 400      | 4      | 9 h 46 min 07 s | + 2 h 02 min 20 s |
| 15   | Fritz Heisler      | Walter Blieberger       | Ford Escort RS2000   | 2      | 9 h 47 min 26 s | + 2 h 03 min 39 s |

### Deuxième étape

#### L'exclusion des Audi

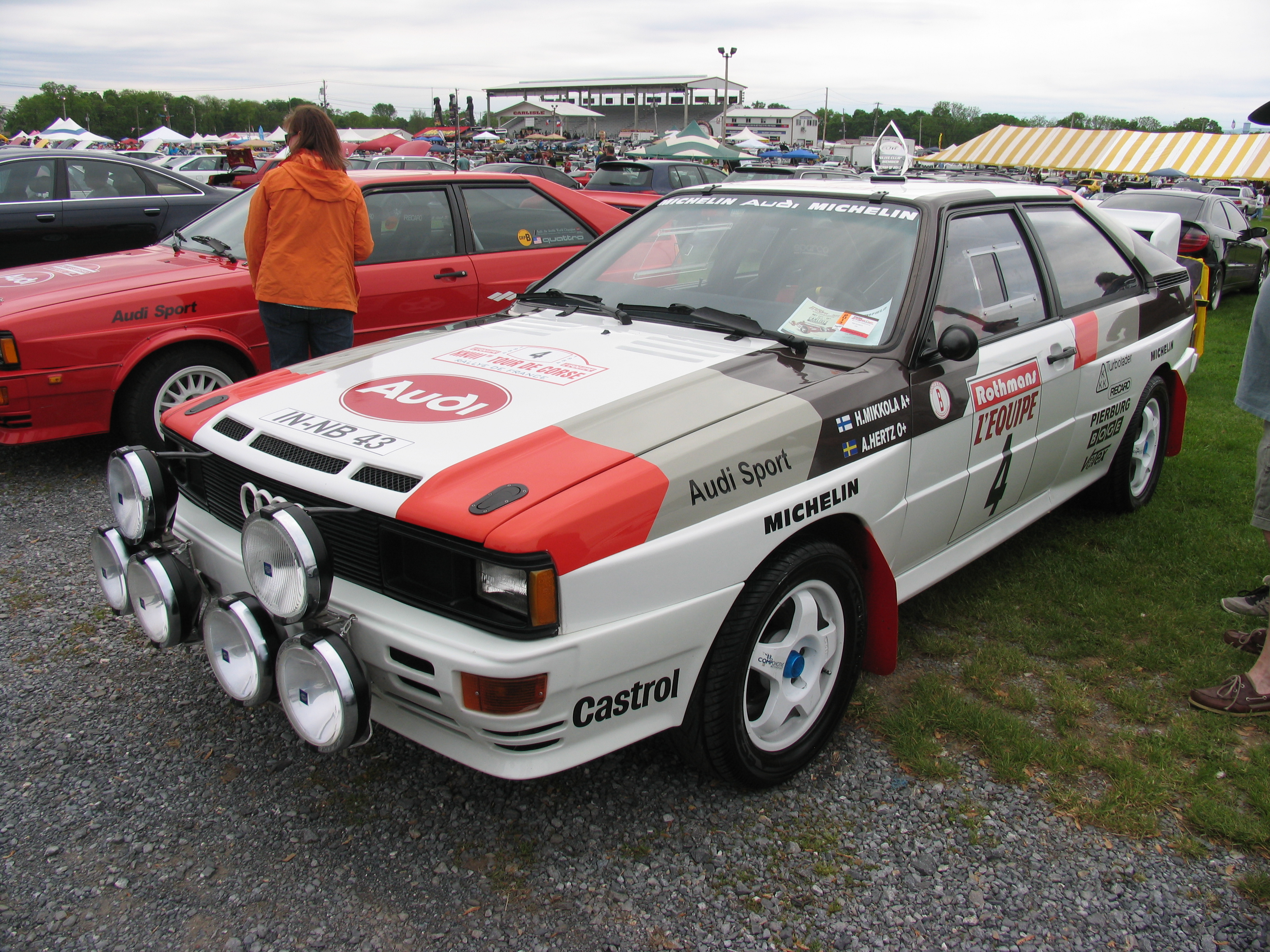
Les Audi Quattro ont été mises hors course juste avant le départ de la deuxième étape.

Le départ de la deuxième étape est prévu le mercredi soir. Cependant, au cours de l'après-midi, se tient une réunion exceptionnelle : les commissaires techniques ont décelé sur les trois Audi Quattro des non-conformités qui n'avaient pas été relevées lors des vérifications précédant le départ et les ont notifiées aux organisateurs du rallye, qui en débattent en salle de presse :
1. une batterie additionnelle a été placée devant le siège du copilote
2. deux des quatre phares rectangulaires d'origine (disposés dans la calandre) ont été supprimés, initialement remplacés par des caches, caches ensuite ôtés pour laisser place à des prises d'air additionnelles[6]

Environ une heure avant le départ, la sanction tombe : une amende de 25000 drachmes est infligée au constructeur pour la première irrégularité ; pour la seconde, c'est beaucoup plus grave : les trois voitures sont mises hors course ! L'équipe fait aussitôt appel de cette décision, mais les équipages ne peuvent cependant pas prendre le départ de la deuxième étape. À la surprise générale, Vatanen se retrouve en tête de l'épreuve, avec trois minutes d'avance sur les Fiat d'Alén et Bettega.
| Pos. | Pilote             | Copilote                | Voiture              | Groupe | Temps            | Écart             |
| ---- | ------------------ | ----------------------- | -------------------- | ------ | ---------------- | ----------------- |
| 1    | Ari Vatanen        | David Richards          | Ford Escort RS1800   | 4      | 7 h 46 min 38 s  |                   |
| 2    | Markku Alén        | Ilkka Kivimäki          | Fiat 131 Abarth      | 4      | 7 h 49 min 41 s  | + 3 min 03 s      |
| 3    | Attilio Bettega    | Maurizio Perissinot     | Fiat 131 Abarth      | 4      | 7 h 49 min 44 s  | + 3 min 06 s      |
| 4    | Timo Salonen       | Seppo Harjanne          | Datsun Violet GT     | 4      | 8 h 11 min 47 s  | + 25 min 09 s     |
| 5    | Iórgis Moschous    | Alexandros Konstantakos | Datsun Violet GT     | 4      | 8 h 12 min 32 s  | + 25 min 54 s     |
| 6    | Shekhar Mehta      | Yvonne Mehta            | Datsun 160J PA10     | 2      | 8 h 17 min 34 s  | + 30 min 56 s     |
| 7    | Guy Fréquelin      | Jean Todt               | Talbot Sunbeam Lotus | 2      | 8 h 17 min 55 s  | + 31 min 17 s     |
| 8    | « Carlo »          | Michael Kriadis         | Renault 5 Alpine     | 2      | 9 h 06 min 01 s  | + 1 h 19 min 23 s |
| 9    | Václav Blahna      | Pavel Schovánek         | Škoda 130 RS         | 2      | 9 h 21 min 40 s  | + 1 h 35 min 02 s |
| 10   | Pavlos Moschoutis  | « Silef »               | Ford Escort RS2000   | 2      | 9 h 42 min 20 s  | + 1 h 55 min 42 s |
| 11   | Johnny Pesmazóglou | Haris Kaltsounis        | Opel Ascona 400      | 4      | 9 h 46 min 07 s  | + 1 h 59 min 29 s |
| 12   | Fritz Heisler      | Walter Blieberger       | Ford Escort RS2000   | 2      | 9 h 47 min 26 s  | + 2 h 00 min 48 s |
| 13   | Claude Laurent     | Jacques Marché          | Peugeot 505 Turbo D  | 2      | 9 h 48 min 08 s  | + 2 h 01 min 30 s |
| 14   | Svatopluk Kvaizar  | Jiří Kotek              | Škoda 130 RS         | 2      | 9 h 50 min 37 s  | + 2 h 03 min 59 s |
| 15   | Anastasios Gemenis | Ioánnis Kepetzis        | Datsun 160J PA10     | 2      | 10 h 12 min 05 s | + 2 h 25 min 27 s |

#### Troisième section: Lagonissi - Gýthio
Les vingt-six équipages restant en course repartent de Lagonissi à dix-huit heures, pour le Péloponnèse. Aussitôt après, Salonen (quatrième au classement général) casse le moteur de sa Datsun et abandonne. Vatanen perd quelques secondes sur les pilotes Fiat dans la première spéciale de la soirée mais reprend ensuite du champ, se montrant régulièrement le plus rapide. Grâce à une série de cinq meilleurs temps consécutifs, il porte son avance à plus de cinq minutes. Alén accélère alors, mais ne parvient pas à égaler les temps de son compatriote. Au petit matin, Vatanen a porté l'écart à plus de six minutes et demie. Il connaît cependant une petite alerte dans la dernière épreuve avant Gýthio, un demi-arbre de son Escort cassant net à un kilomètre de la fin ; profitant de la descente, il parvient en roue libre jusqu'à l'arrivée de la spéciale, perdant près de deux minutes et demie sur ses principaux adversaires. La réparation va prendre peu de temps et c'est fort d'une avance de plus de quatre minutes sur Alén que Vatanen rallie le parc fermé. Bettega, troisième, est une minute plus loin, devant Fréquelin qui a s'est montré très performant au cours de la nuit et a débordé les Datsun de Moschous et Mehta, prenant la tête du groupe 2.

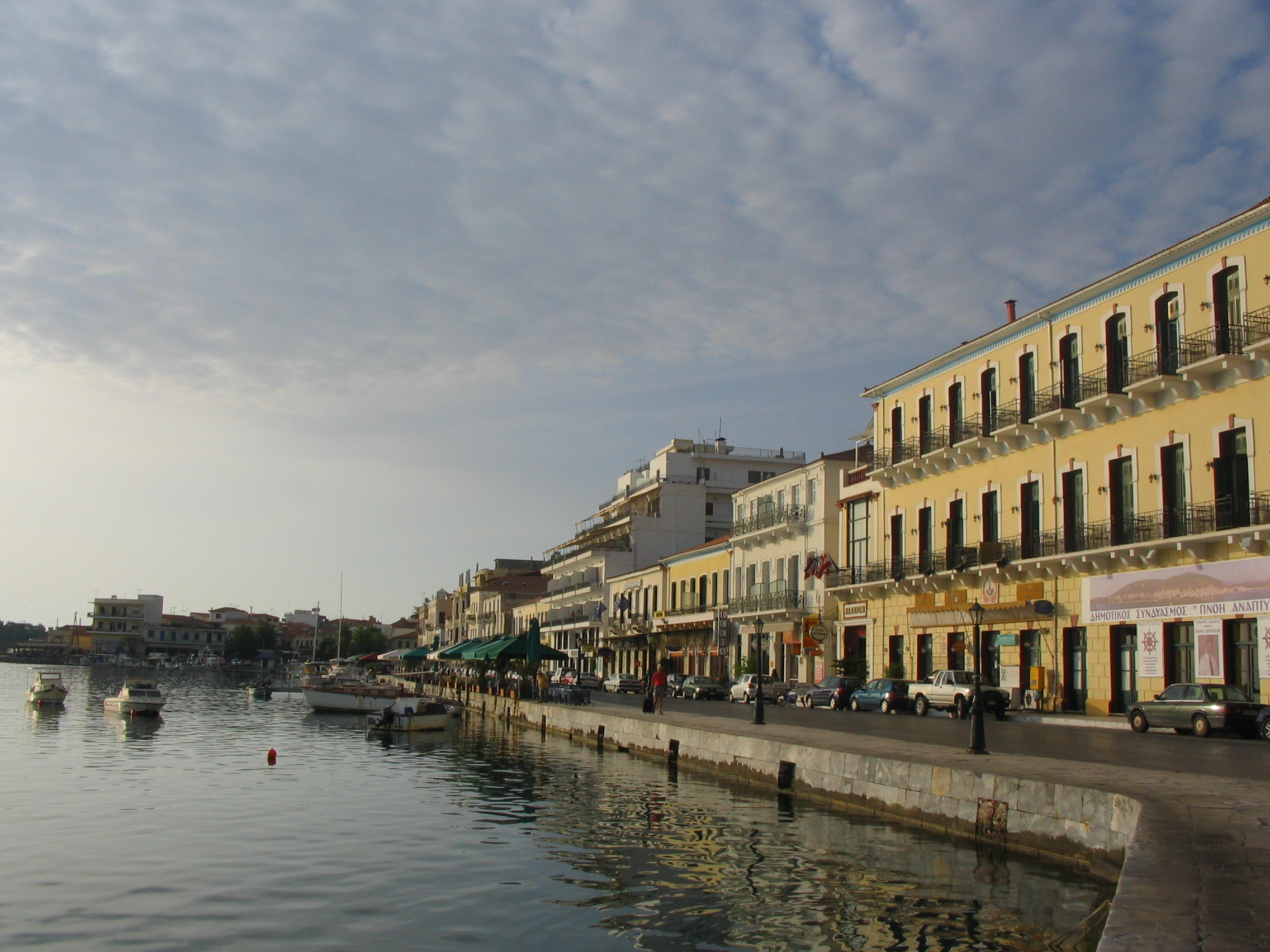
La ville de Gýthio, dans le Péloponnèse.

| Pos. | Pilote             | Copilote                | Voiture              | Groupe | Temps            | Écart             |
| ---- | ------------------ | ----------------------- | -------------------- | ------ | ---------------- | ----------------- |
| 1    | Ari Vatanen        | David Richards          | Ford Escort RS1800   | 4      | 10 h 28 min 47 s |                   |
| 2    | Markku Alén        | Ilkka Kivimäki          | Fiat 131 Abarth      | 4      | 10 h 32 min 59 s | + 4 min 12 s      |
| 3    | Attilio Bettega    | Maurizio Perissinot     | Fiat 131 Abarth      | 4      | 10 h 34 min 01 s | + 5 min 14 s      |
| 4    | Guy Fréquelin      | Jean Todt               | Talbot Sunbeam Lotus | 2      | 10 h 58 min 03 s | + 29 min 16 s     |
| 5    | Iórgis Moschous    | Alexandros Konstantakos | Datsun Violet GT     | 4      | 11 h 02 min 03 s | + 33 min 16 s     |
| 6    | Shekhar Mehta      | Yvonne Mehta            | Datsun 160J PA10     | 2      | 11 h 03 min 53 s | + 35 min 06 s     |
| 7    | « Carlo »          | Michael Kriadis         | Renault 5 Alpine     | 2      | 12 h 28 min 17 s | + 1 h 59 min 30 s |
| 8    | Václav Blahna      | Pavel Schovánek         | Škoda 130 RS         | 2      | 12 h 41 min 33 s | + 2 h 12 min 46 s |
| 9    | Pavlos Moschoutis  | « Silef »               | Ford Escort RS2000   | 2      | 13 h 02 min 37 s | + 2 h 33 min 50 s |
| 10   | Claude Laurent     | Jacques Marché          | Peugeot 505 Turbo D  | 2      | 13 h 14 min 22 s | + 2 h 45 min 35 s |
| 11   | Johnny Pesmazóglou | Haris Kaltsounis        | Opel Ascona 400      | 4      | 13 h 20 min 24 s | + 2 h 51 min 37 s |
| 12   | Fritz Heisler      | Walter Blieberger       | Ford Escort RS2000   | 2      | 13 h 23 min 22 s | + 2 h 54 min 35 s |

#### Quatrième section: Gýthio - Athènes
Après quelques heures de repos, les concurrents reprennent la direction d'Athènes le jeudi en début d'après-midi, l'arrivée étant prévue le soir même. Les positions sont acquises et les pilotes ne prennent plus de risques. L'écart entre la Ford de tête et la première Fiat va très peu fluctuer au cours de cette dernière journée, et Vatanen conserve plus de quatre minutes d'avance sur Alén au terme de cette seconde étape, remportant l'épreuve pour la seconde fois consécutive. Sa troisième place vaut à Bettega d'obtenir son meilleur résultat en championnat du monde et d’intégrer la liste des pilotes prioritaires de la FIA. Quatrième, Fréquelin s'impose en groupe 2, le pilote français devançant la Datsun de Mehta qui, en fin de parcours, a débordé son coéquipier Moschous. Vingt-quatre équipages ont rallié Athènes, mais après la disqualification de la Datsun de Koukas seuls vingt-trois sont classés.

### Classements intermédiaires
Classements intermédiaires des pilotes après chaque épreuve spéciale

### Classement général
| Pos | No | Pilote            | Copilote                | Voiture              | Temps            | Écart             | Groupe |
| --- | -- | ----------------- | ----------------------- | -------------------- | ---------------- | ----------------- | ------ |
| 1   | 1  | Ari Vatanen       | David Richards          | Ford Escort RS1800   | 13 h 17 min 25 s |                   | 4      |
| 2   | 4  | Markku Alén       | Ilkka Kivimäki          | Fiat 131 Abarth      | 13 h 22 min 00 s | + 4 min 35 s      | 4      |
| 3   | 15 | Attilio Bettega   | Maurizio Perissinot     | Fiat 131 Abarth      | 13 h 25 min 19 s | + 7 min 54 s      | 4      |
| 4   | 6  | Guy Fréquelin     | Jean Todt               | Talbot Sunbeam Lotus | 13 h 50 min 44 s | + 33 min 19 s     | 2      |
| 5   | 10 | Shekhar Mehta     | Yvonne Mehta            | Datsun 160J PA10     | 13 h 54 min 40 s | + 37 min 15 s     | 2      |
| 6   | 16 | Iórgis Moschous   | Alexandros Konstantakos | Datsun Violet GT     | 13 h 57 min 22 s | + 39 min 57 s     | 4      |
| 7   | 66 | « Carlo »         | Michael Kriadis         | Renault 5 Alpine     | 16 h 03 min 59 s | + 2 h 46 min 34 s | 2      |
| 8   | 27 | Václav Blahna     | Pavel Schovánek         | Škoda 130 RS         | 16 h 05 min 09 s | + 2 h 47 min 44 s | 2      |
| 9   | 19 | Pavlos Moschoutis | « Silef »               | Ford Escort RS2000   | 16 h 29 min 55 s | + 3 h 12 min 30 s | 2      |
| 10  | 37 | Claude Laurent    | Jacques Marché          | Peugeot 505 Turbo D  | 16 h 36 min 25 s | + 3 h 19 min 00 s | 2      |

### Équipages de tête
- ES1 :  Michèle Mouton -  Fabrizia Pons (Audi Quattro)
- ES2 à ES34 :  Hannu Mikkola -  Arne Hertz (Audi Quattro)
- ES35 à ES37 :  Ari Vatanen -  David Richards (Ford Escort RS1800)

### Vainqueurs d'épreuves spéciales
- Ari Vatanen -  David Richards (Ford Escort RS1800) : 23 spéciales (ES 15, 17, 19, 26, 28 à 32, 34, 38 à 42, 44, 46, 47, 49, 50, 52, 56, 57)
- Hannu Mikkola -  Arne Hertz (Audi Quattro) : 17 spéciales (ES 2, 3, 5 à 8, 10, 12 à 14, 18, 20 à 25)
- Guy Fréquelin -  Jean Todt (Talbot Sunbeam Lotus) : 6 spéciales (ES 36, 37, 45, 46, 48, 54)
- Michèle Mouton -  Fabrizia Pons (Audi Quattro) : 5 spéciales (ES 1, 6, 9, 11, 27)
- Attilio Bettega -  Maurizio Perissinot (Fiat 131 Abarth) : 3 spéciales (ES 9, 16, 43)
- Markku Alén -  Ilkka Kivimäki (Fiat 131 Abarth) : 2 spéciales (ES 33, 55)
- Shekhar Mehta -  Yvonne Mehta (Datsun 160J PA10) : 2 spéciales (ES 51, 53)

L'ES4, qui avait été disputée par l'ensemble des équipages, a été ensuite annulée par les organisateurs, le point de contrôle ayant été mal placé. Hannu Mikkola y avait réalisé le meilleur temps.

## Résultats des principaux engagés
| No | Pilote             | Copilote                | Voiture                 | Groupe | Classement général                          | Class. groupe   |
| -- | ------------------ | ----------------------- | ----------------------- | ------ | ------------------------------------------- | --------------- |
| 1  | Ari Vatanen        | David Richards          | Ford Escort RS1800      | 4      | 1er                                         | 1er             |
| 2  | Björn Waldegård    | Hans Thorszelius        | Toyota Celica 2000 GT   | 4      | ab. dans la 8e spéciale (différentiel)      | -               |
| 3  | Timo Salonen       | Seppo Harjanne          | Datsun Violet GT        | 4      | ab. avant la 36e spéciale (hors course)     | -               |
| 4  | Markku Alén        | Ilkka Kivimäki          | Fiat 131 Abarth         | 4      | 2e à 4 min 35 s                             | 2e              |
| 5  | Jochi Kleint       | Gunter Wanger           | Opel Ascona 400         | 4      | ab. dans la 17e spéciale (moteur)           | -               |
| 6  | Guy Fréquelin      | Jean Todt               | Talbot Sunbeam Lotus    | 2      | 4e à 33 min 19 s                            | 1er             |
| 7  | Anders Kulläng     | Bruno Berglund          | Mitsubishi Lancer Turbo | 4      | ab. dans la 5e spéciale (alimentation)      | -               |
| 8  | Hannu Mikkola      | Arne Hertz              | Audi Quattro            | 4      | exclus au départ de la 2e étape             | -               |
| 9  | Per Eklund         | Björn Cederberg         | Toyota Celica 2000 GT   | 4      | ab. dans la 6e spéciale (moteur)            | -               |
| 10 | Shekhar Mehta      | Yvonne Mehta            | Datsun 160J PA10        | 2      | 5e à 37 min 15 s                            | 2e              |
| 11 | Henri Toivonen     | Fred Gallagher          | Talbot Sunbeam Lotus    | 2      | ab. dans la 23e spéciale (gougeons de roue) | -               |
| 12 | Malcolm Wilson     | Terry Harryman          | Ford Escort RS1800      | 4      | ab. dans la 17e spéciale (joint de culasse) | -               |
| 14 | Andrew Cowan       | Johnstone Syer          | Mitsubishi Lancer Turbo | 4      | ab. dans la 17e spéciale (alternateur)      | -               |
| 15 | Attilio Bettega    | Maurizio Perissinot     | Fiat 131 Abarth         | 4      | 3e à 7 min 54 s                             | 3e              |
| 16 | Iórgis Moschous    | Alexandros Konstantakos | Datsun Violet GT        | 4      | 6e à 39 min 57 s                            | 4e              |
| 17 | Franz Wittmann     | Kurt Nestinger          | Audi Quattro            | 4      | exclus au départ de la 2e étape             | -               |
| 18 | Georg Fischer      | Michael Weinzierl       | Mitsubishi Lancer Turbo | 4      | ab. dans la 1re spéciale                    | -               |
| 19 | Pavlos Moschoutis  | « Silef »               | Ford Escort RS2000      | 2      | 9e à 3 h 12 min 30 s                        | 5e              |
| 20 | Michèle Mouton     | Fabrizia Pons           | Audi Quattro            | 4      | exclus au départ de la 2e étape             | -               |
| 24 | Svatopluk Kvaizar  | Jiří Kotek              | Škoda 130 RS            | 2      | ab. dans la 46e spéciale (sortie de route)  | -               |
| 27 | Václav Blahna      | Pavel Schovánek         | Škoda 130 RS            | 2      | 8e à 2 h 47 min 44 s                        | 4e              |
| 28 | Johnny Pesmazóglou | Haris Kaltsounis        | Opel Ascona 400         | 4      | 11e à 3 h 28 min 42 s                       | 5e              |
| 31 | « Iaveris »        | Kóstas Fertakis         | Toyota Celica 2000 GT   | 4      | ab. dans la 18e spéciale (électricité)      | -               |
| 33 | « Melas »          | Kóstas Stefanis         | Ford Escort RS1800      | 4      | ab. dans la 25e spéciale                    | -               |
| 37 | Claude Laurent     | Jacques Marché          | Peugeot 505 Turbo D     | 2      | 10e à 3 h 19 min 00 s                       | 6e (1er Diesel) |
| 41 | Fritz Heisler      | Walter Blieberger       | Ford Escort RS2000      | 2      | 12e à 3 h 29 min 32 s                       | 7e              |
| 45 | Anastasios Gemenis | Ioánnis Kepetzis        | Datsun 160J PA10        | 2      | 13e à 4 h 05 min 27 s                       | 8e              |
| 66 | « Carlo »          | Michael Kriadis         | Renault 5 Alpine        | 2      | 9e à 2 h 46 min 34 s                        | 5e              |

## Classements des championnats à l'issue de la course

### Constructeurs
- attribution des points : 10, 9, 8, 7, 6, 5, 4, 3, 2, 1 respectivement aux dix premières marques de chaque épreuve, additionnés de 8, 7, 6, 5, 4, 3, 2, 1 respectivement aux huit premières de chaque groupe (seule la voiture la mieux classée de chaque constructeur marque des points). Les points de groupe ne sont attribués qu'aux concurrents ayant terminé dans les dix premiers au classement général.
- seuls les sept meilleurs résultats (sur dix épreuves) sont retenus pour le décompte final des points.

| Pos. | Marque  | Points | M-C  | POR  | SAF  | COR  | ACR  | ARG | FIN | SAN | CIV | RAC |
| ---- | ------- | ------ | ---- | ---- | ---- | ---- | ---- | --- | --- | --- | --- | --- |
| 1    | Talbot  | 66     | 9+8  | 9+8  | -    | 9+8  | 7+8  |     |     |     |     |     |
| 2    | Datsun  | 59     | -    | 6+7  | 10+8 | 8+7  | 6+7  |     |     |     |     |     |
| 3    | Opel    | 46     | 8+7  | 3+8  | 6+6  | 1+7  | -    |     |     |     |     |     |
| 4    | Ford    | 45     | 3+3  | 4+5  | -    | 4+8  | 10+8 |     |     |     |     |     |
| 5    | Fiat    | 42     | 4+4  | 10+8 | -    | -    | 9+7  |     |     |     |     |     |
| 6    | Renault | 35     | 10+8 | -    | -    | 2+5  | 4+6  |     |     |     |     |     |
| 7    | Lancia  | 28     | 5+5  | -    | -    | 10+8 | -    |     |     |     |     |     |
| 8    | Toyota  | 26     | -    | 8+7  | -    | 5+6  | -    |     |     |     |     |     |
| 9    | Porsche | 19     | 2+2  | -    | -    | 7+8  | -    |     |     |     |     |     |
| 10   | Peugeot | 14     | -    | -    | 5+5  | -    | 1+3  |     |     |     |     |     |
| 11   | Audi    | 13     | -    | 7+6  | -    | -    | -    |     |     |     |     |     |
| 12   | Škoda   | 8      | -    | -    | -    | -    | 3+5  |     |     |     |     |     |
| 13   | Dodge   | 7      | -    | -    | 2+5  | -    | -    |     |     |     |     |     |

### Pilotes
- attribution des points : 20, 15, 12, 10, 8, 6, 4, 3, 2, 1 respectivement aux dix premiers de chaque épreuve.
- seuls les sept meilleurs résultats (sur douze épreuves) sont retenus pour le décompte final des points.

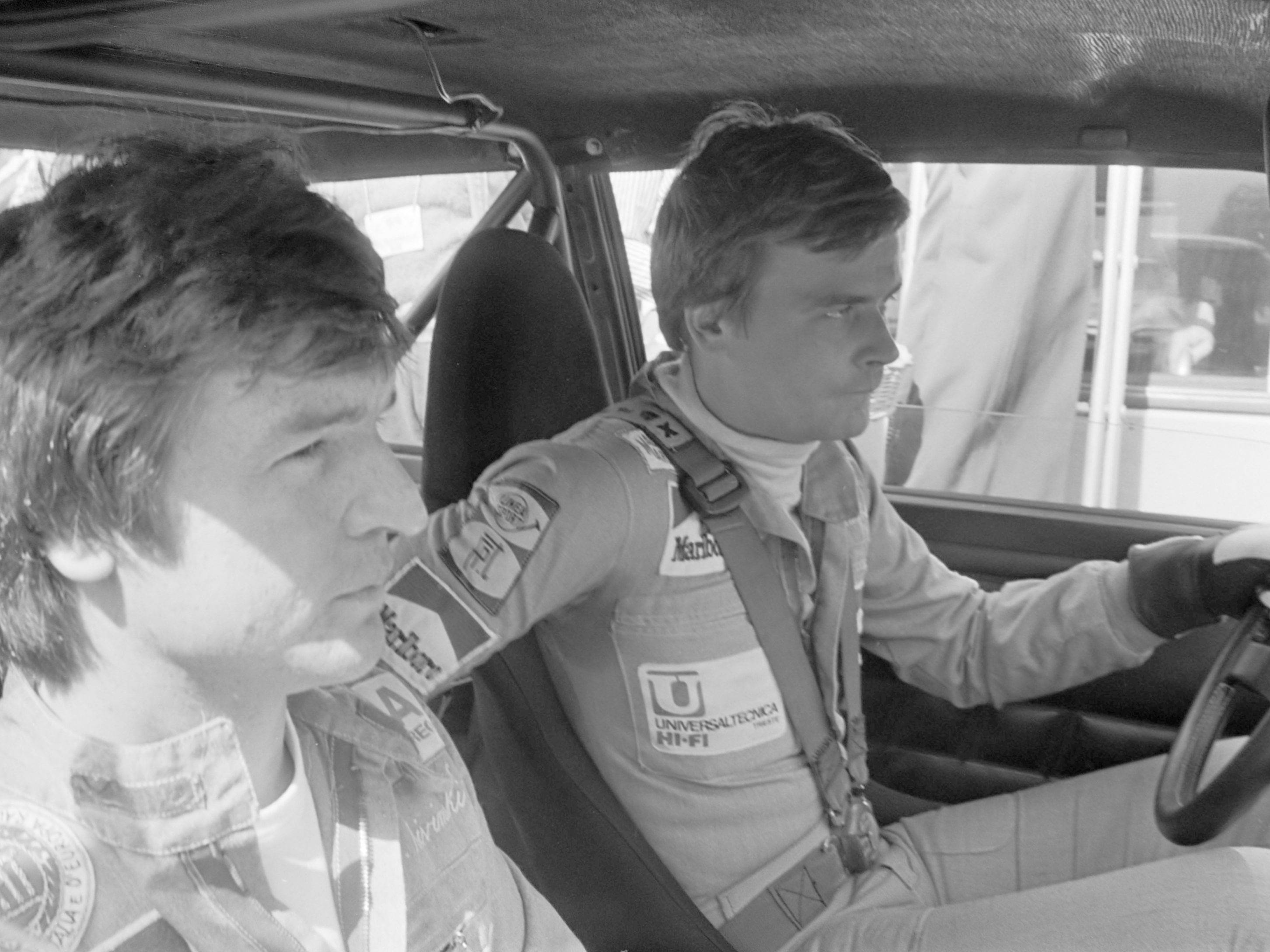
Grâce à sa seconde place en Grèce, Markku Alén (ici au côté de son copilote Ilkka Kivimäki) se rapproche à sept points de Guy Fréquelin.

| Pos. | Pilote             | Marque           | Points | M-C | SUE | POR | SAF | COR | ACR | ARG | BRE | FIN | SAN | CIV | RAC |
| ---- | ------------------ | ---------------- | ------ | --- | --- | --- | --- | --- | --- | --- | --- | --- | --- | --- | --- |
| 1    | Guy Fréquelin      | Talbot           | 46     | 15  | -   | 6   | -   | 15  | 10  |     |     |     |     |     |     |
| 2    | Markku Alén        | Fiat             | 39     | 4   | -   | 20  | -   | -   | 15  |     |     |     |     |     |     |
| 3    | Ari Vatanen        | Ford             | 35     | -   | 15  | -   | -   | -   | 20  |     |     |     |     |     |     |
| 4    | Shekhar Mehta      | Datsun           | 28     | -   | -   | -   | 20  | -   | 8   |     |     |     |     |     |     |
| 5    | Bernard Darniche   | Lancia           | 26     | 6   | -   | -   | -   | 20  | -   |     |     |     |     |     |     |
| 6    | Henri Toivonen     | Talbot           | 23     | 8   | -   | 15  | -   | -   | -   |     |     |     |     |     |     |
| 7    | Jean Ragnotti      | Renault          | 20     | 20  | -   | -   | -   | -   | -   |     |     |     |     |     |     |
| 7=   | Hannu Mikkola      | Audi             | 20     | -   | 20  | -   | -   | -   | -   |     |     |     |     |     |     |
| 7=   | Jochi Kleint       | Opel             | 20     | 12  | -   | -   | 8   | -   | -   |     |     |     |     |     |     |
| 7=   | Tony Pond          | Datsun           | 20     | -   | -   | 8   | -   | 12  | -   |     |     |     |     |     |     |
| 7=   | Anders Kulläng     | Opel             | 20     | 10  | 10  | -   | -   | -   | -   |     |     |     |     |     |     |
| 12   | Rauno Aaltonen     | Datsun           | 15     | -   | -   | -   | 15  | -   | -   |     |     |     |     |     |     |
| 12=  | Björn Waldegård    | Ford, Toyota¹    | 15     | 3   | -   | 12¹ | -   | -   | -   |     |     |     |     |     |     |
| 14   | Pentti Airikkala   | Ford             | 12     | -   | 12  | -   | -   | -   | -   |     |     |     |     |     |     |
| 14=  | Mike Kirkland      | Datsun           | 12     | -   | -   | -   | 12  | -   | -   |     |     |     |     |     |     |
| 14=  | Attilio Bettega    | Fiat             | 12     | -   | -   | -   | -   | -   | 12  |     |     |     |     |     |     |
| 17   | Michèle Mouton     | Audi             | 10     | -   | -   | 10  | -   | -   | -   |     |     |     |     |     |     |
| 17=  | Timo Salonen       | Datsun           | 10     | -   | -   | -   | 10  | -   | -   |     |     |     |     |     |     |
| 17=  | Jean-Pierre Ballet | Porsche          | 10     | -   | -   | -   | -   | 10  | -   |     |     |     |     |     |     |
| 20   | Stig Blomqvist     | Saab             | 8      | -   | 8   | -   | -   | -   | -   |     |     |     |     |     |     |
| 20=  | Terry Kaby         | Datsun           | 8      | -   | -   | -   | -   | 8   | -   |     |     |     |     |     |     |
| 20=  | Per Eklund         | Porsche, Toyota¹ | 8      | -   | 2   | -   | -   | 6¹  | -   |     |     |     |     |     |     |